# Pterophoroidea
Pterophoroidea es una superfamilia de lepidópteros glosados del clado Ditrysia.

## Familias
- Tineodidae (dudosa) - Pterophoridae[1]